# Cotarsina vivax
Cotarsina vivax är en fjärilsart som beskrevs av Köhler 1952. Cotarsina vivax ingår i släktet Cotarsina och familjen nattflyn. Inga underarter finns listade i Catalogue of Life.